# Белу, Октавиан

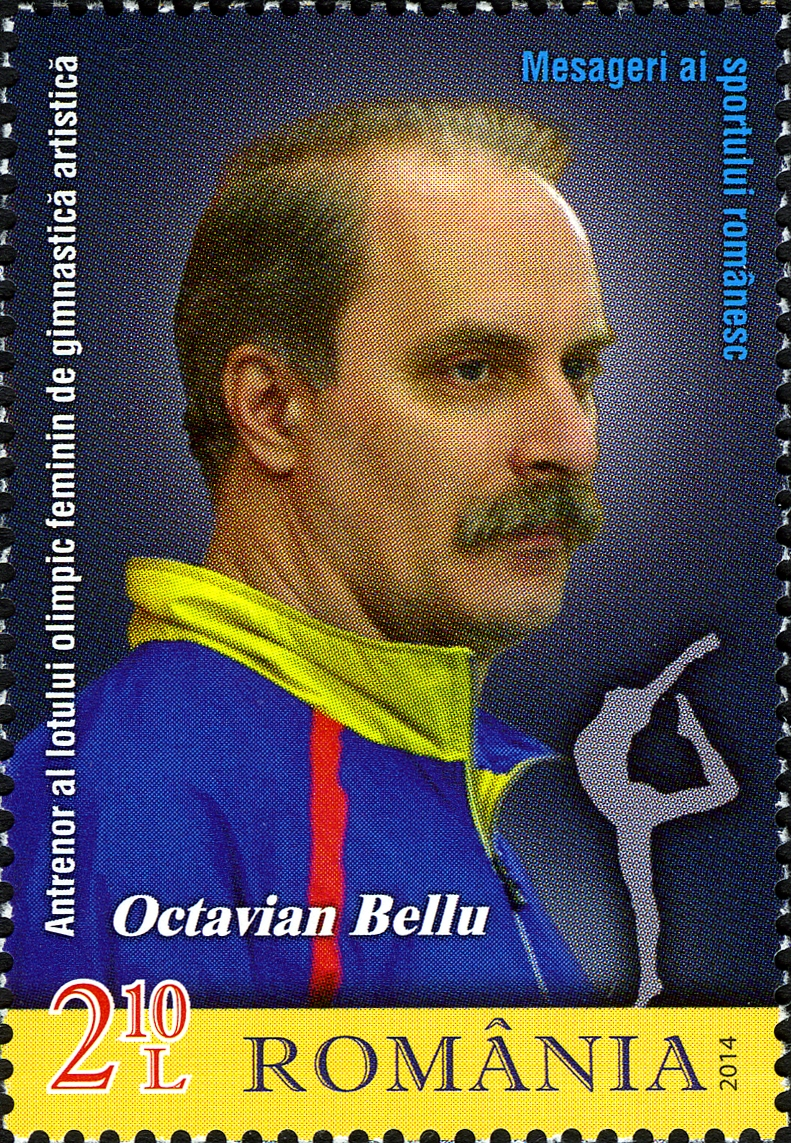
Октавиан Белу на румынской марке 2014 года.

Октавиа́н Бе́лу (рум. Octavian Ioan Atanase Bellu, [oktaviˈan ˈbelu]; род. 17 февраля 1951) — румынский тренер по спортивной гимнастике, бывший главный тренер женской сборной Румынии.
Был главным тренером женской сборной Румынии (с перерывами) с 1990 по 2005 годы и теперь снова с 2010 года.
Под руководством Белу женская сборная Румынии пять раз становилась чемпионкой мира (1994, 1995, 1997, 1999, 2001) и два раза олимпийской чемпионкой (2000, 2004), и завоёвывала множество золотых медалей в индивидуальных дисциплинах. Среди известных гимнасток, которых он тренировал: Лавиния Милосовичи, Андреа Радукан, Моника Рошу, Симона Аманар, Джина Годжан, Каталина Понор, Сандра Избаша и Лариса Йордаке. В сумме за время, пока он главный тренер, команда Румынии уже завоевала 59 медалей на чемпионатах мира и 23 на Олимпийских играх, итого 82 медали на высшем мировом уровне.
В 2007 году Академия мировых рекордов (англ. World Record Academy) признала Октавиана Белу самым успешным тренером в мире — на тот момент с 16 олимпийскими золотыми медалями и 279 медалями в сумме на чемпионатах мира и Европы. В мае 2009 года он был принят в Международный зал славы гимнастики (англ. International Gymnastics Hall of Fame).
С февраля 2016 года вышел на пенсию.